# Nando Martellini
Nando Martellini (Rome 7 août 1921 – Rome 5 mai 2004) était un journaliste et commentateur sportif italien.
Journaliste connu en RAI, était la voix de la Nationale italienne des années 60 à 1986 (jusqu'à 1970 avec Niccolò Carosio): déclaré la victoire du Championnat d'Europe 1968 et le match du siècle. Il est resté dans l'histoire de son triple cri «Campioni del mondo» (Champions du monde) à la fin du match Italie-RFA le 11 juillet 1982, pour marquer la victoire de l'équipe nationale italienne de football à la Coupe du monde de 1982. Il devrait également commenter la Coupe du monde en 1986, mais, après son arrivée sur le sol mexicain, une maladie qui y est accusé de l'altitude l'a forcé à retourner en Italie. Retraité depuis 1986, commenté quelques matches de la Coupe du monde de 1990 en Italie.
De 1992 à 1994 il a travaillé pour le groupe Fininvest, devenant ainsi le premier journaliste à commenter sur un terrain de la nouvelle Ligue des champions pour la télévision italienne, et de 1996 à 1998 il a travaillé pour Eurosport, commentant certains matches de la Coupe du monde de football en France. Il mourut à Rome le 5 mai 2004.

## Curiosité
- En 1992, à l'occasion des Jeux olympiques de Barcelone, prêté sa voix à un serpent animé (rebaptisé en son honneur Nando Serpentini) en la série télévisée d'animation française Zoo Olympics.
- Il est actuellement intitulé en son nom le stade romain des Thermes de Caracalla.